# Victoria Libertas Pesaro
Victoria Libertas – włoski zawodowy klub koszykarski z siedzibą w Pesaro. W Europie jest bardziej znany pod nazwą sponsora – Scavolini, włoskiego projektanta kuchni Valtera Scavolini, który był prezydentem klubu.
Obecnie zespół wrócił do pierwotnej nazwy Victoria Libertas, znane jako „VL”, we Włoszech czytanej „Vuelle”.

## Znani zawodnicy
Do najbardziej znanych zawodników, którzy przywdziewali barwy tego klubu należą: Dušan Šakota (syn Dragan Šakoty, serbskiego trenera), Marques Green, Michael Sylvester, Dragan Kićanović, Walter Magnifico, Aleksandar Petrović, Darren Daye, Antonello Riva, Vincenzo Esposito, Melvin Booker, Yann Bonato, Silvio Gigena, Joseph Blair, DeMarco Johnson, Marko Tušek, Miroslav Berić, Chris Gatling, Marko Milić, Aleksandar Đorđević, Elmer Bennett, Alessandro Frosini, Carlton Myers, Alphonso Ford, Charles Smith, Hanno Möttölä, Teemu Rannikko i Robert Archibald.

## Nazwy sponsorów zespołu
- Benelli Pesaro (1952–58)
- Lanco Pesaro (1958–61)
- Algor Pesaro (1961–63)
- Butangas Pesaro (1966–69)
- Frizz Pelmo Pesaro (1969–70)
- Tropicali Pesaro (1970–71)
- Maxmobili Pesaro (1971–75)
- Scavolini Pesaro (1975)

## Sukcesy
- mistrz Włoch 1988, 1990
- zdobywca Pucharu Włoch 1985, 1992
- zdobywca Pucharu Saporty 1983
- finalista Pucharu Saporty 1986, 1987